# Batagur affinis
Batagur affinis is een schildpad uit de familie Geoemydidae. De soort werd voor het eerst wetenschappelijk beschreven door Theodore Edward Cantor in 1847. Oorspronkelijk werd de wetenschappelijke naam Tetraonyx affinis gebruikt.
De schildpad komt voor in delen van Azië en leeft in de landen Cambodja, Indonesië, Maleisië, Myanmar, Thailand en Vietnam.

## Ondersoorten
Er worden twee ondersoorten erkend, die verschillen in het uiterlijk en het verspreidingsgebied.
- Ondersoort Batagur affinis affinis
- Ondersoort Batagur affinis edwardmolli